# Mitsuo Iso
Mitsuo Iso (磯 光雄?, Iso Mitsuo; Aichi, 1966) è un animatore, regista e sceneggiatore giapponese.
I suoi lavori sono principalmente animazioni chiave, realizzate a partire dalla fine degli anni 80.
Iso è noto per la sua animazione anticonformista nel prologo di Gundam 0080, per la scena della battaglia di Asuka in The End of Evangelion e per il combattimento col carro armato presente nella prima metà del film Ghost in the Shell. 
Iso ha usato lo pseudonimo Mikio Odagawa per lavorare come direttore dell'animazione su Mobile Suit Gundam: Il contrattacco di Char. 
Realizzò anche alcuni design e lavorò sugli effetti visivi per Blood: The Last Vampire e RahXephon.
Iso lavorò anche alla serie tv Neon Genesis Evangelion , disegnando le animazioni chiave per gli episodi 1 e 9, co-scrivendo la sceneggiatura dell'episodio 13 ("L'invasione dell'angelo"), disegnando Lilith e creando le ambientazioni per gli episodi 13 e 15. Era anche incaricato della creazione delle ambientazioni per l'intera serie, anche se il suo nome non viene menzionato, molti dei dialoghi e delle trame create da Iso sono state utilizzate nel mezzo della serie tv.
Ha scritto, diretto e prodotto l'intera animazione per l'episodio 15 di RahXephon intitolato "The night of the children".
Iso ha scritto la storia originale, la sceneggiatura, lo storyboard e ha diretto la serie tv anime fantascientifica Dennō Coil del 2007. Dennō Coil ha vinto l'Excellence Prize nella categoria Animazione al Japan Media Arts Festival, il Nihon SF Taisho Award, il Miglior media al Premio Seiun, e l'Excellence Award nella categoria Animazione tv al 7º Tokyo Anime Award.
Nel 2016 venne annunciato che sarebbe stato coinvolto in un film d'animazione franco-giapponese Les Pirates de la Réunion.
La produzione della serie The Orbital Children è stata annunciata nel 2018 e la produzione è iniziata nel 2020 per un'uscita nel 2022.
Mitsuo Iso è noto per la sua animazione a scatti ma dettagliata, piena di movimenti densi e sofisticati. Egli definisce il suo stile come "full limited". Nel sistema tradizionale, l'animazione con un numero di disegni inferiore ad uno ogni due frame è considerata animazione limitata. Mischiando un frame ogni due, ogni tre, ogni quattro in un timing bilanciato, Iso disegna ciascun frame chiave senza delegare il suo lavoro ad un in-betweener, il quale gli lascia il pieno controllo per creare il movimento più dettagliato possibile con un numero di disegni equilibrato ed efficiente, da cui il termine "full limited".